# Tholos

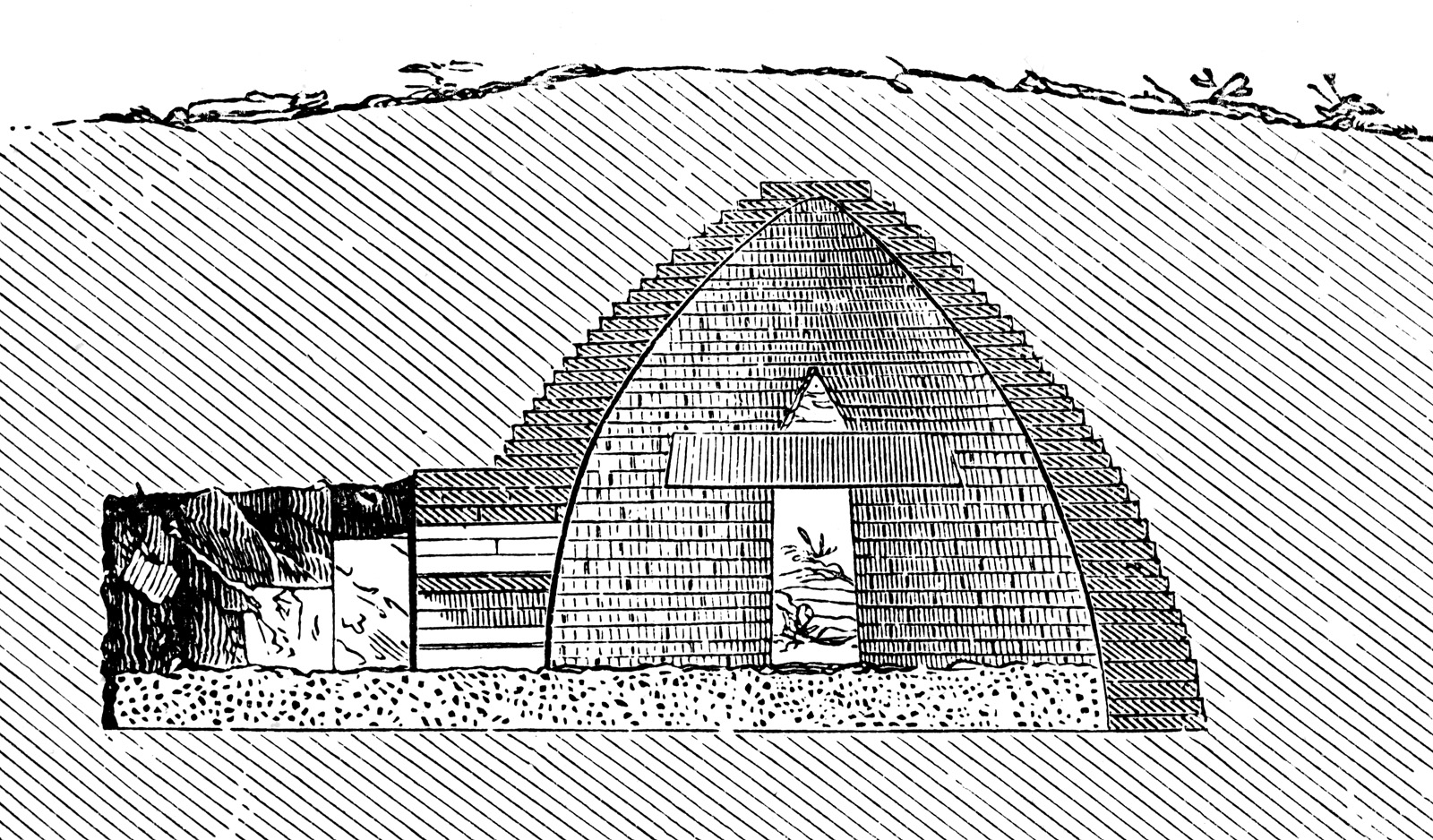
Řez tholem (Atreova pokladnice)

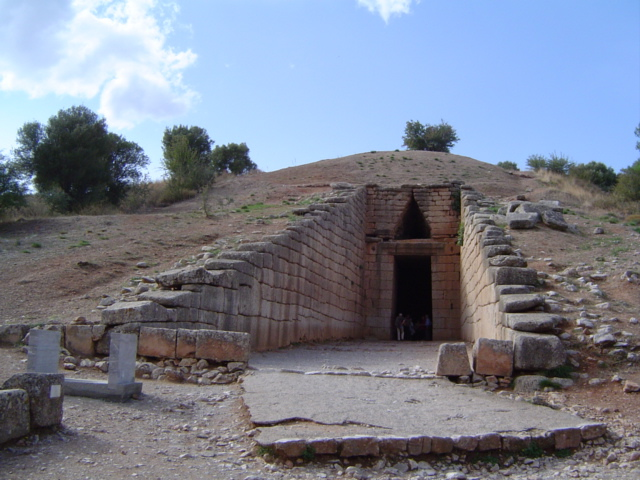
Dromos - vstup do Atreovy pokladnice

Tholos (starořecky θόλος, plurál θόλοι tholoi) je označení pro kruhovou pohřební stavbu s kuželovou střechou nebo klenbou, které se poprvé vyskytuje u Homéra.
Tholos byla též kruhová stavba prytaneia na athénské agoře.

## Prehistorie
Dnes se slovo používá pro označení kruhových staveb, často s nepravou kuželovou klenbou, zejména pro monumentální hrobky úlovitého tvaru (angl. Bee-hive tomb) z doby bronzové. Poprvé se vyskytují v dnešní Sýrii a Turecku i na Arabském poloostrově koncem 4. tisíciletí př. n. l. Od počátku 3. tisíciletí př. n. l. se objevují na Kypru (Chirokitia), na Iberském poloostrově a ve velkém množství na Sardinii a Korsice (několik tisíc známých tholů, které se zde nazývají nuraghi); typicky měly průměr kolem 10 m a výšku až 15 m. Do téže tradice patří i mykénské komorové hrobky z pozdní doby bronzové a mohylové pohřby ze střední doby bronzové.

## Mykénské a řecké tholy
Tholy se výrazně rozšířily po roce 1500 př. n. l.. Stavěly se jako nepravé klenby, kde jedna vrstva kamenů vždy přečnívala tu spodní. Tento způsob výstavby pravděpodobně pochází z Mínojské civilizace. Většinou obsahují jeden pohřeb, a to buď na zemi, v jámách nebo nádobách, nebo na lavicích vytesaných z kamene, často s velkou výbavou. Poté, co byl zemřelý pohřben, vchod do hrobu byl zasypán zeminou a nad zemí byla ponechána pouze malá mohyla.
Nejznámějším příkladem tholu je Atreova pokladnice v Mykénách.